# 習甦
習甦（しゅうそ）は、コンピュータ将棋のプログラム。プロ棋士に平手で勝利した事がある強豪ソフトの一つ。

## 概要
開発者は竹内章。愛媛県出身。2006年頃から趣味で将棋ソフトを開発する。
プログラム名の由来は「評価関数群最適化」を意味する「Shogi using evaluation function swarm optimizer」の略「Shueso」に漢字を当てたもの。また、"習" "甦"をそれぞれ分解すると"羽" "生"の文字が入っており、羽生善治を倒すことを目標に開発された事を表すダブル・ミーニングとなっている。
世界コンピュータ将棋選手権では準優勝を果たした事がある他、コンピュータオリンピアードの将棋部門で優勝した事もある。

### プロ棋士との対局
2013年に出場した第2回将棋電王戦において阿部光瑠四段（当時）と対局を行い、113手で敗れた。
2014年に出場した第3回将棋電王戦において菅井竜也五段（当時）と対局を行い、98手で破った。ニコニコ生放送の視聴者からの投票によるMVPに選ばれた。同年に行われたリベンジマッチも144手で勝利。

## 競技会成績
| 大会/年                    | 2008 | 2009 | 2010 | 2011 | 2012 | 2013 | 2014 | 2015 | 2016 | 2017 | 2018 | 2019 |
| -------------------------- | ---- | ---- | ---- | ---- | ---- | ---- | ---- | ---- | ---- | ---- | ---- | ---- |
| 世界コンピュータ将棋選手権 | 10   | 8    | 2    | 3    | 5    | 7    | 14   |      | 19   | 18   | 17   | 15   |
| 将棋電王トーナメント       |      |      |      |      |      | 5    | F    | F    | F    | 17   |      |      |
| コンピュータオリンピアード |      |      | 2    |      |      | 1    |      |      |      |      |      |      |